# Олне (Вијена)
Олне (фр. Aulnay) насеље је и општина у западној Француској у региону Поату-Шарант, у департману Вијена која припада префектури Шателро.
По подацима из 2011. године у општини је живело 103 становника, а густина насељености је износила 12,86 становника/km². Општина се простире на површини од 8,01 km². Налази се на средњој надморској висини од 280 метара (максималној 87 m, а минималној 66 m).

## Демографија
| 1962. | 1968. | 1975. | 1982. | 1990. | 1999. | 2011. |
| ----- | ----- | ----- | ----- | ----- | ----- | ----- |
| 135   | 158   | 148   | 145   | 151   | 133   | 103   |

График промене броја становника у току последњих година